# Estanh de Mar
Estanh de Mar (occitanska: Lac de Mar) är en sjö i Spanien.   Den ligger i provinsen Província de Lleida och regionen Katalonien, i den nordöstra delen av landet, 400 km nordost om huvudstaden Madrid. Estanh de Mar ligger 2 275 meter över havet. Arean är 0,32 kvadratkilometer.  Trakten runt Estanh de Mar består i huvudsak av gräsmarker. Den sträcker sig 1,0 kilometer i nord-sydlig riktning, och 1,0 kilometer i öst-västlig riktning.